# Notion à contenu variable
Une notion à contenu variable (anglais : fuzzy concept) est un concept flou qui présente plus d'une solution interprétative possible dans l'interprétation d'un texte. Il s'agit d'un concept à texture ouverte qui présente un noyau de sens clairsur lequel il y a consensus sur le sens ainsi qu'une zone de pénombre sur laquelle il n'y a pas de consensus, d'après le philosophe du droit H.L.A. Hart.

## Droit
En droit, les théoriciens de l'interprétation des lois ont recours à l'idée de notion à contenu variable lorsque le législateur utilise des concepts à contours indéfinis dans la rédaction d'un texte législatif. Par exemple, dans l'arrêt Schreiber c. Canada (Procureur général), la Cour suprême du Canada a tenté de définir la notion floue de préjudice corporel. La bonne foi, l'équité et la raisonnabilité sont d'autres exemples de notions à contenu variable, en raison du caractère relativement abstrait de ces notions. Dans d'autres cas, le législateur peut employer une notion à contenu variable en référant à un objet matériel avec du langage ambigu. À titre d'exemple, on peut se demander si un scooter électrique, un drone ou une motomarine sont inclus ou non dans ce que le législateur entend par « véhicule à moteur » dans un texte législatif donné.

## Philosophie
En philosophie, les notions à contenu variable intéressent depuis longtemps les philosophes en tant que concepts vagues ni complètement vrais, ni complètement faux, dans le contexte de la logique floue.

## Traductologie
Cette idée est aussi utilisée en traductologie à propos des termes dont la traduction donne plusieurs équivalences possibles dans les logiciels d'aide à la traduction. Il revient alors au traducteur en tant qu'interprète final de choisir quelle traduction est la meilleure parmi celles que propose le logiciel.